# 592
Раннє Середньовіччя. Триває чума Юстиніана. У Східній Римській імперії продовжується правління Маврикія. Лангобарди частково окупували Італію і утворили в ній Лангобардське королівство. Франкське королівство розділене між спадкоємцями Хлотара I. Іберію займає Вестготське королівство. В Англії розпочався період гептархії. Авари та слов'яни утвердилися на Балканах.
Китай об'єднаний під правлінням династії Суй. Індія роздроблена. В Японії триває період Ямато. У Персії править династія Сассанідів. Степову зону Азії та Східної Європи контролює Тюркський каганат, розділений на Східний та Західний.
На території лісостепової України в VI столітті виділяють пеньківську й празьку археологічні культури. VI століття стало початком швидкого розселення слов'ян. У Північному Причорномор'ї співіснують різні кочові племена, зокрема кутригури, утигури, сармати, булгари, алани, авари, тюрки.

## Події
- Візантія провела успішну кампанію проти аварів і слов'ян на Балканах, повернула собі Сінгідун.
- У Франкському королівстві помер король Бургундії Гунтрамн, його володіння відійшли до короля Австразії Хільдеберта II.
- Лангобарди продовжують наступ на візантійські землі в Італії. Війська герцога Сполетського Аріульфа підступили до Рима, герцог Беневенто Арехіз загрожує Неаполю.
- У Японії вбивство імператора Сусюна найманцями Соґа но Умако. Інтронація імператриці Суйко. Встановлення диктатури Соґа.